# Tualang (Perbaungan)
Tualang is een bestuurslaag in het regentschap Serdang Bedagai van de provincie Noord-Sumatra, Indonesië. Tualang telt 8168 inwoners (volkstelling 2010).